# Vipera seoanei
Vipera seoanei (лат.) — вид ядовитых змей рода настоящих гадюк семейства гадюковые, обитающий в Западной Европе.
Назван в честь галисийского натуралиста Виктора Лопеса Сеоане (исп. Víctor López Seoane).

## Описание
Взрослые змеи могут достигать длины 70 см, но обычно не превышают 50 см. Самки могут быть крупнее самцов. На конце головы обычно 2 (реже 3) апикальных щитка. Вокруг середины тела проходит 21 (реже 19—23) ряд щитков.
Окраска часто бежевая, серая или красноватая с разнообразным рисунком. Спинная сторона тела более светлая, с тёмно-коричневой зигзагообразной полосой, которая иногда может быть прямой. Иногда гадюки могут быть с двумя светлыми продольными линиями по бокам спины (морфа bilineata) или с узкой бледной полосой по центру спины, окаймлённой тёмными поперечными полосками (морфа cantabrica). Встречаются гадюки полностью чёрного, красного или коричневого цвета. Как правило, самцы окрашены более контрастно по сравнению с самками. Брюхо у гадюк серое либо черноватое, а конце хвоста обычно жёлтое либо оранжевое.

### Схожие виды
Vipera seoanei внешне схожа с обыкновенной гадюкой, однако их ареал нигде не пересекается. От асписовой и курносой гадюки отличается тем, что кончик морды не вздёрнут, а подглаглазничные щитки расположены, как правило, в один ряд.

## Распространение
Обитает во влажных областях северной Испании, на крайнем севере Португалии и крайнем юго-западе Франции на высоте до 1900 м над уровнем моря.

## Образ жизни
Предпочитает тёплые и относительно влажные местообитания, такие как поляны и опушки лиственных (обычно дубовых) лесов с подлеском из сочных растений (Орляк, Эрика), а также пастбища, огороженные каменными заборами и кустами ежевики.
Ведёт преимущественно дневной образ жизни, но в жаркое время предпочитает охотиться ночью. Живёт на земле, но часто забирается на низкорослые кустарники и греется там. Большинство взрослых особей линяют дважды в год. Питается в основном мелкими млекопитающими, охотясь на них из засады, но иногда ловит ящериц (в том числе веретениц) и гнездящихся на земле птиц. Молодые гадюки в основном кормятся ящерицами. В зависимости от высоты гадюки выходят из зимней спячки в марте—мае.
Яйцеживородящие. Самки рождают раз в два года, но если пищи недостаточно — то реже. Потомство состоит из 2—10 молодых змей 14—19 см длины. Половая зрелость наступает через 3—5 лет. В природных условиях живут до 13 лет. Токсичность яда колеблется от территории к территории. Так, известно, что яд V. s. cantabrica в два раза токсичнее яда гадюк номинативного подвида. Укус вызывает у человека отёк и боль, и смертельные исходы от него крайне редки.

## Систематика
Вид относится к подроду щиткоголовые гадюки, так как имеет увеличенные лобные и теменные щитки.
Выделяют 2 подвида:
- V. s. seoanei — распространён в более влажных частях ареала, в том числе в северном Бургосе. Отличается большим разнообразием вариантов окраски и лишь 1 рядом подглазничных щитков.
- V. s. cantabrica — обитает на более сухих склонах в Кастилии и Леоне. Отличается 1—2 рядами подглазничных щитков. Встречаются только меланистические особи и змеи морфы cantabrica.